# السدراف، بیتبورگ-پرام
السدراف، بیتبورگ-پرام (به آلمانی: Alsdorf, Bitburg-Prüm) یک شهر در آلمان است که در راینلاند-فالتس واقع شده‌است.

## خصوصیات
السدراف ۶٫۳۷ کیلومترمربع مساحت دارد ۲۵۲ متر بالاتر از سطح دریا واقع شده‌است.